# Macroasteropteroninae
Macroasteropteroninae is een onderfamilie van kreeftachtigen uit de klasse van de Ostracoda (mosselkreeftjes).

## Geslacht
- Macroasteropteron Kornicker, 1994